# Олд Хандри+D6401д (Северна Каролина)
Олд Хандри+D6401д (енгл. Old Hundred) насељено је место без административног статуса у америчкој савезној држави Северна Каролина.

## Демографија
По попису из 2010. године број становника је 287.
| Група             | 2000.    | 2010.       |
| Белци             | 0 (0,0%) | 148 (51,6%) |
| Афроамериканци    | 0 (0,0%) | 50 (17,4%)  |
| Азијати           | 0 (0,0%) | 0 (0,0%)    |
| Хиспаноамериканци | 0 (0,0%) | 16 (5,6%)   |
| Укупно            | 0        | 287         |